# 미즈후카촌
미즈후카촌(水深村)은 사이타마현의 북동부, 기타사이타마군에 속했던 촌이다. 

## 지리
- 현재의 가조시에 해당한다.

## 역사
- 1889년 4월 1일 - 정촌제 시행에 의해 기타사이타마군 미즈후카촌이 성립하였다.
- 1954년 5월 3일 : 가조 정, 후도카 정, 미쓰마타 촌, 라이하 촌, 오쿠와 촌, 히야리카와 촌, 시다미 촌과 합병해 가조시가 되었다.